# Haunritz (Weigendorf)
Haunritz ist ein in der Oberpfalz gelegenes Dorf, das ein Gemeindeteil von Weigendorf ist.

## Lage
Der Ort befindet sich in der Region Oberpfälzer Jura und liegt in der nach Weigendorf benannten Gemarkung. Haunritz selbst ist einer von elf Ortsteilen der Gemeinde Weigendorf. Die Ortsmitte des Gemeindesitzes liegt eineinhalb Kilometer entfernt und Sulzbach-Rosenberg elf Kilometer.

## Verkehr
Die Bundesstraße 14 verläuft einen Kilometer nördlich des Ortes und ist durch eine etwa zwei Kilometer lange Gemeindeverbindungsstraße erreichbar, die in Weigendorf in diese Fernverkehrsstraße mündet.

## Kultur und Sehenswürdigkeiten

### Bauwerke

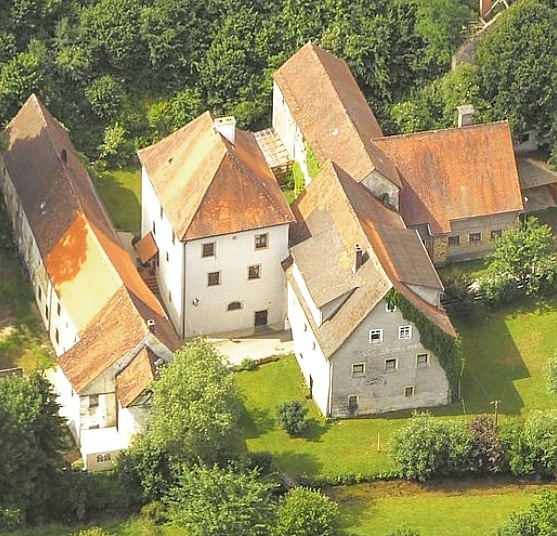
Schloss Haunritz

In Haunritz gibt es drei denkmalgeschützte Bauwerke, eines davon ist das Schloss Haunritz.